# The Romans in Britain
The Romans in Britain is een toneelstuk van de Britse auteur Howard Brenton, voor het eerst opgevoerd in het Londense Royal National Theatre in 1980. Het is een historisch drama in twee delen van respectievelijk zeven en acht scènes, dat de invasie van Brittannië door Julius Caesar combineert met The Troubles in Noord-Ierland tijdens de jaren 70. Brenton schreef het werk in opdracht van Peter Hall, met Michael Bogdanov als regisseur. The Romans in Britain kreeg nationale bekendheid door toedoen van een rechtszaak die tegen Bogdanov werd aangespannen door de zedenactiviste Mary Whitehouse, maar die in 1982 zonder vonnis werd opgeschort.
Brentons toneelstuk werd als een aanval op het imperialisme geïnterpreteerd, maar gaat volgens hemzelf eigenlijk over een cultuurschok. In het eerste deel wordt de beschaving van de Keltische stammen in Britannia aangetast door de agressie van de Romeinen, terwijl in het tweede deel de Engelsen hetzelfde doen in Ierland; in beide gevallen is de 'Keltische cultuur' de dupe van de confrontatie.
Het schrijven van The Romans in Britain kostte Brenton drie jaar. Hij erkende dat de schokkende scènes in zijn stuk opzettelijk waren en dat er geen duidelijk 'goed' en 'kwaad' in voorkwam.

## Samenvatting
Het eerste bedrijf speelt op 27 en 28 augustus 54 voor Christus, ergens ten noorden van de Theems. Twee criminelen, Conlag en Daui, belanden op het grondgebied van een matriarch en ontmoeten er de slavin van de familie, alsook Marban, een jonge druïde in opleiding, en diens pleegbroers Brac en Viridio. Marban steekt Daui dood en laat zijn bloed over de akker druppelen voor een vruchtbare oogst. Conlag vlucht. Twee gezanten van Cassivellaunus ruziën met de matriarch, die ogenschijnlijk niet wil geloven dat er een Romeins leger in aantocht is. Zij heeft een historische vete met Cassivellaunus; mocht het gerucht waar zijn, dan zou ze zich hoe dan ook niet bij hem willen aansluiten. Na het vertrek van de gezanten blijkt dat de stammoeder echter reeds op de hoogte is; hun verwanten, de Trinovantes, zijn door de Romeinen hardhandig tot samenwerken gedwongen. De familie kan haar akkers niet zomaar achterlaten; ze kunnen alleen maar afwachten.
Brac, Marban en Viridio zijn in de rivier gaan zwemmen en drogen zichzelf in de zon, terwijl Marban over zijn druïdeopleiding vertelt en enkele goocheltrucs uithaalt. Dan betreden drie Romeinse soldaten de oever; drie naakte 'wilden' vinden ze een amusant schouwspel. Ze doden Brac vrijwel meteen. Viridio houdt een redevoering waar de Romeinen door de taalbarrière niets van begrijpen; ook hem doden ze zonder problemen. Marban verwondt de eerste soldaat met zijn mes, waarna de drie soldaten hem bewusteloos slaan. Soldaat een en twee gaan zwemmen, terwijl soldaat drie Marban anaal verkracht, wat weliswaar moeilijk gaat wegens zijn aambeien. Wanneer Marban weer bij bewustzijn komt, verklaart hij in het Latijn dat hij een priester is en dat de Romein heiligschennis heeft begaan. Een primitief 'nikkertje' dat Latijn spreekt, vindt de soldaat intrigerend, maar niet meer dan dat. Hij dwingt Marban tot fellatio. In de volgende scène is de Keltische stam op de vlucht in het bos. Ook Conlag de bandiet is op de vlucht en heeft de slavin van de familie meegenomen.
Julius Caesar heeft kiespijn. Hij overschouwt de lijken van de Keltische stam en geeft Asinius de opdracht alles te documenteren. Hij wil zijn legaat demoveren: de afslachting van deze stam was een strategische blunder, want Caesar heeft bondgenoten nodig, geen vijanden. Hij is hoe dan ook van plan hem later te laten vermoorden. Hij vindt het rijkelijk gedecoreerde mes van Marban op de grond en gebruikt het om zijn rotte kies te verwijderen. Marban wordt naar hem toe gebracht, nog steeds naakt en vastgebonden. Een Britse Kelt die Latijn spreekt, is een interessant curiosum, maar Caesar weet dat er op het vasteland ook druïden leven die het Oudgrieks machtig zijn. Voor Caesar is deze priesterkaste een potentiële bedreiging. Als ultieme vernedering bindt hij Marban een medaillon van de godin Venus om de nek, laat hem geselen en stuurt hem naakt en geboeid het bos in. De Keltische religie moet verdwijnen. Marban treft zijn overlevende verwanten in het bos aan en pleegt zelfmoord.
In het tweede bedrijf verblijft de Britse officier Thomas Chichester anno 1980 undercover in een dorp aan de Brits-Ierse grens. Hij geeft zich uit voor een vriend van de republikeinse zaak en beheerst een heleboel regionale tongvallen. Per toeval ontmoet hij Bob Maitland, een vriend en ondergeschikte officier van hem. Dan springt de handeling abrupt naar het jaar 515. Cai, een bejaarde Kelt die nog de oude religie aanhangt, wordt lastiggevallen door christelijke priesters die hem aansporen te vluchten voor de invallende Saksen; deze scène weerspiegelt de Keltische dorpsscène ut het eerste bedrijf. Cai gelooft pas dat er gevaar dreigt wanneer een gewonde Saksische krijger op zijn akker doodvalt, maar hij wil niet weggaan. Corda en Morgana, zijn dochters, zijn christenen. Ze vermoorden hun vader, stelen zijn goud en slaan op de vlucht. Ondertussen is Adona, een Romeinse matrona, op de vlucht met haar majordomus en twee koks. Ook zij houdt halsstarrig vast aan haar eigen gewoonten en weigert te aanvaarden dat de Romeinse beschaving in Britannia verleden tijd is.
Thomas Chichesters opdracht bestaat erin de Ierse wapenhandelaar O'Rourke te liquideren; wanneer hij die ontmoet, vertelt hij hem echter meteen wie hij is. Hij verklaart dat hij constant de doden ziet, van de Romeinse tijd tot heden. O'Rourke schiet hem dood.
In 515 ontmoeten Corda en Morgana de twee koks van Adona, die gestorven is. Ze trekken gezamenlijk de wijde wereld in en creëren een lang dichtwerk over een mythische koning genaamd Arthur.

## Rechtszaak
Mary Whitehouse, een zelfverklaard 'moreel campagnevoerster', maakte op eigen initiatief een rechtszaak aanhangig op grond van de Sexual Offences Act van 1956. Zij had het toneelstuk nooit zelf gezien, maar nam aanstoot aan de homoseksuele verkrachtingsscène uit het eerste bedrijf. Door een bijzonderheid van de wetgeving kon zij Howard Brenton niet zelf voor de rechtbank dagen, maar wel de regisseur van het werk, Michael Bogdanov. In principe had Bogdanov daardoor tot twee jaar gevangenis veroordeeld kunnen worden.
De zaak was ontvankelijk verklaard, maar het verdedigingsteam van Bogdanov kon bewijzen dat de verkrachtingsscène met de duim van een acteur was gesimuleerd. Hierop trok Whitehouse haar aanklacht in, naar eigen zeggen omdat ze vond dat ze haar punt had gemaakt.